# Bollbuske
Bollbuske (Cephalanthus occidentalis) är en växtart i bollbusksläktet (Cephalanthus) som tillhör familjen måreväxter (Rubiaceae). Bollbuske är typarten för släktet Cephalanthus och härstammar från Nordamerika. Den växer främst i tempererade biom och förekommer från östa Kanada och östra USA, samt delar av centrala och västra USA, söderut till Mexiko och delar av Centralamerika (Guatemala, Belize, Honduras), samt Kuba.
Den första vetenskapliga beskrivningen av bollbuske var av Carl von Linné och publicerades 1753 i hans verk Species plantarum. Släktnamnet Cephalanthus kommer från grekiskas kephale, "huvud", och anthos, "blomma". Namnet anspelar på bollbusken runda blomhuvuden, som vardagligt också kan sägas likna bollar. Ett äldre svenskt namn på arten är även amerikansk bollsyren. Blommornas speciella utseendet har gjort att arten utanför sitt utbredningsområde förekommer odlad som prydnadsbuske i trädgårdar.

## Bildgalleri

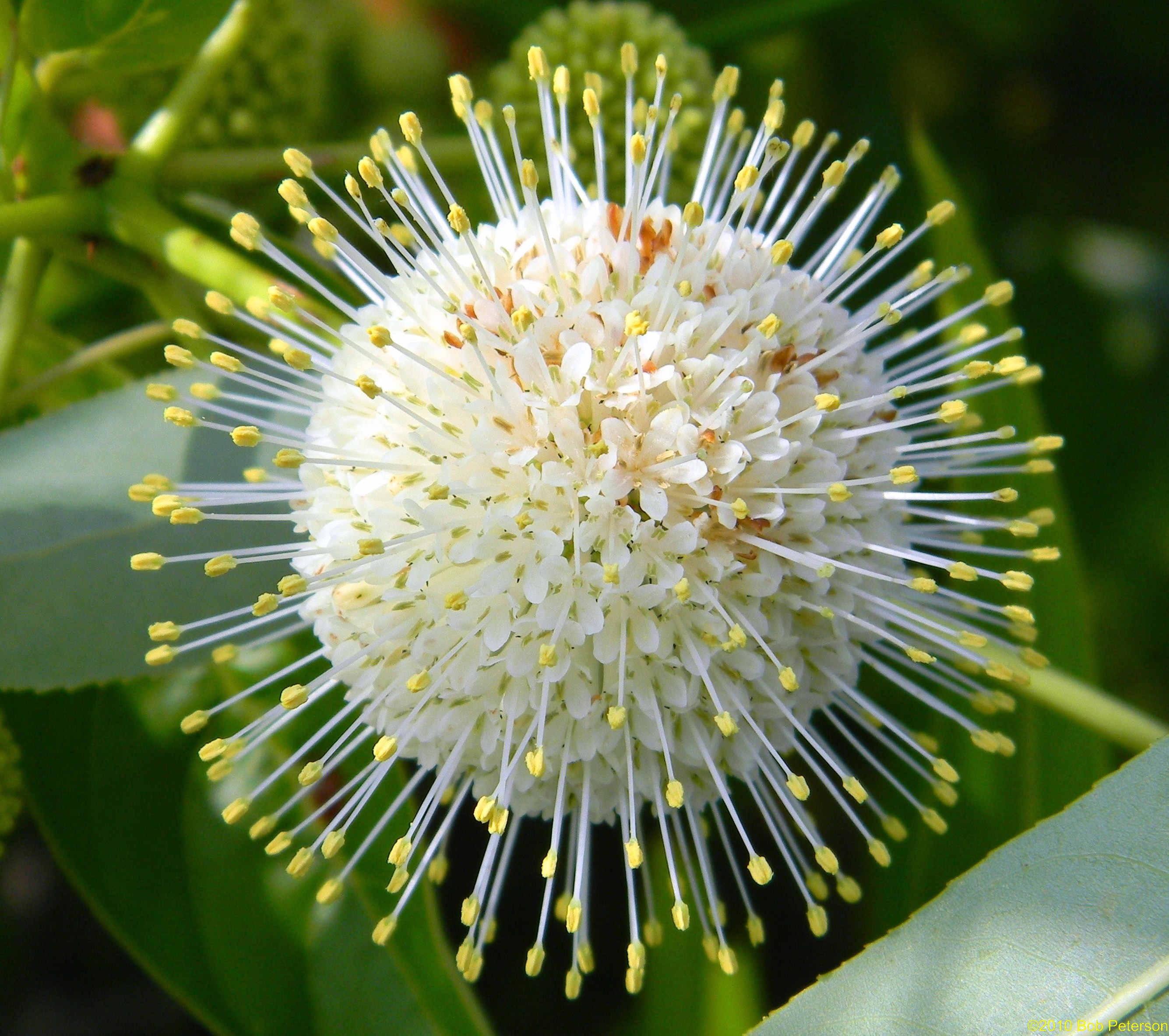
Närbild på blomma.
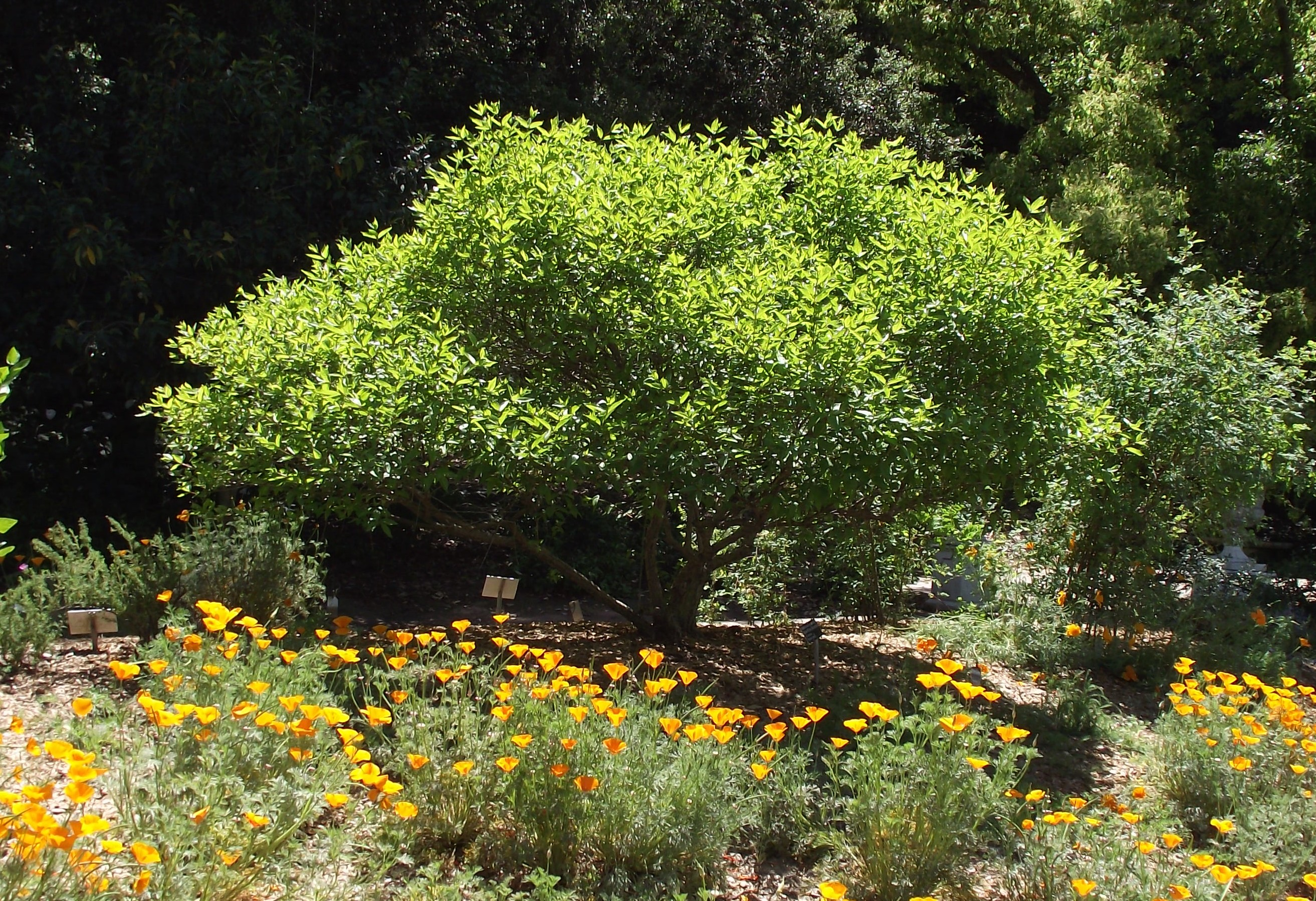
Bollbuske i ett arboretum i Kalifornien.
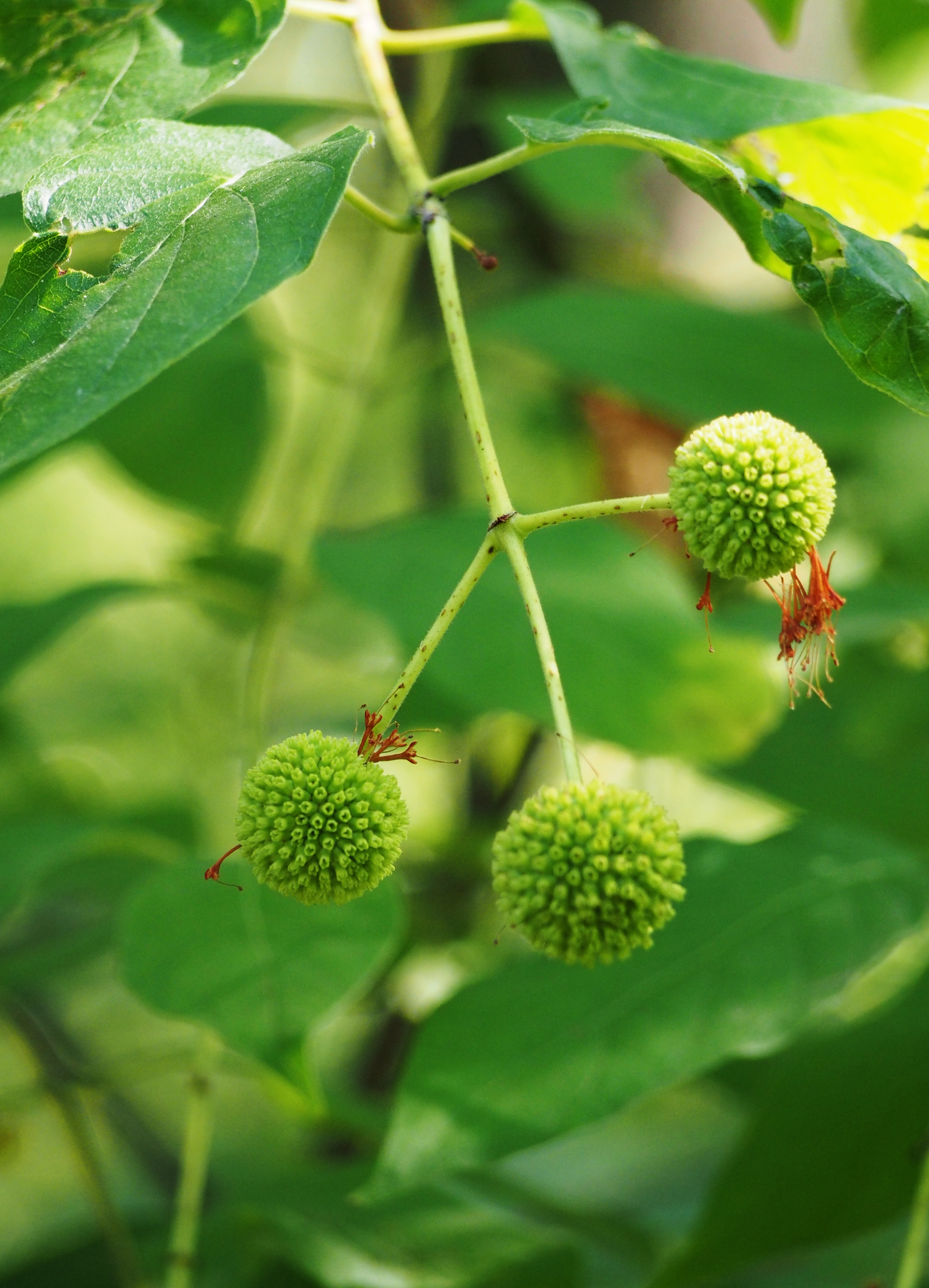
Omogna frukter hos bollbuske.
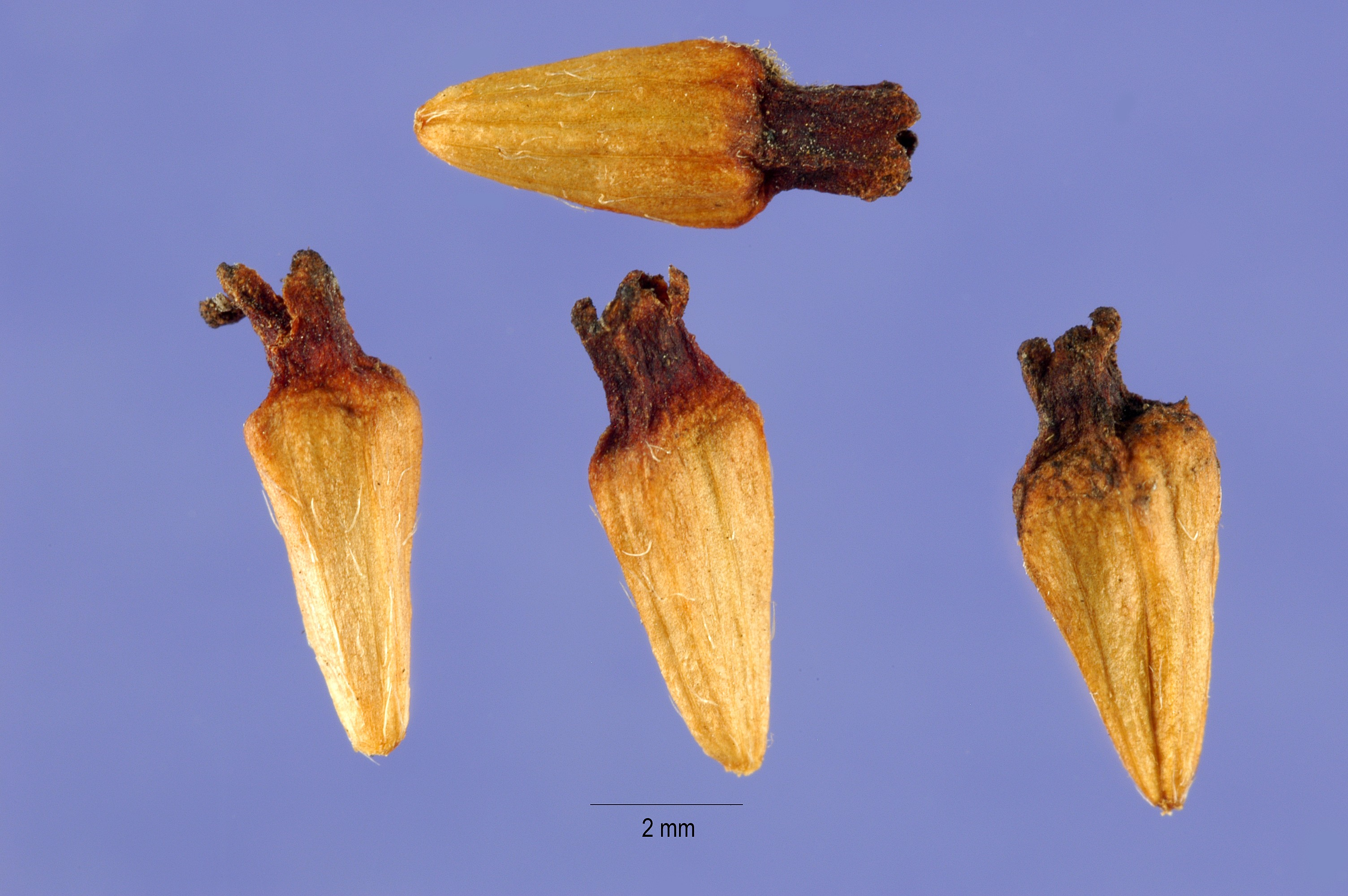
Frön från bollbuske.